# Деньжонков, Алексей Васильевич
Алексей Васильевич Деньжонков (1925—1992) — советский электротехник и передовик в системе электроснабжения. Герой Социалистического Труда (1961).

## Биография
Родился 2 ноября 1925 года в селе Никитино Починковского района Нижегородской области в крестьянской семье.
С 1939 по 1943 годы после окончания шести классов начал работать в местном колхозе.
С 1943 года призван в ряды РККА. С 1944 года участвовал боях на фронте Великой Отечественной войны — старший сержант, командир миномётного расчёта в составе 107-го миномётного полка, за отличие в боях был награждён двумя Медалями «За отвагу».
С 1948 года, после демобилизации из Советской армии вернулся в село Никитино и до 1950 года — работал в колхозе. С 1950 года работал электролинейщиком и бригадиром электролинейщиков на строительстве различных энергетических объектов сначала на территории Горьковской области, а после на Сталинградской гидроэлектростанции.
Принимал участие в строительстве высоковольтных линий электропередачи ЛЭП-500: Сталинград — Москва, Куйбышев — Москва, Кострома — Горький и Казань — Чебоксары — Горький.
9 сентября 1961 года Указом Президиума Верховного Совета СССР «за выдающиеся успехи, достигнутые в сооружении Сталинградской гидроэлектростанции, большой вклад, внесённый в разработку и внедрение новых технических решений и прогрессивных методов труда в строительство гидросооружений, линий электропередачи и монтаже оборудования» Алексей Васильевич Деньжонков был удостоен звания Героя Социалистического Труда с вручением Ордена Ленина и золотой медали «Серп и Молот».
С 1964 по 1966 годы А. В. Деньжонков участвовал в строительстве ЛЭП-500 Асуан — Каир в Объединённой Арабской Республике. По возвращении из заграничной командировки с 1966 года работал старшим прорабом, а с 1971 года — начальником участка механизированной колонны № 40.
С 1982 года А. В. Деньжонков на пенсии, проживал в городе Горький и избирался депутатом Советского районного Совета народных депутатов.
Скончался 18 июня 1992 года и был похоронен в Нижнем Новгороде на кладбище «Марьина роща».

## Награды
- Медаль «Серп и Молот» (9.09.1961)
- Орден Ленина (9.09.1961)
- Орден Отечественной войны II степени (11.03.1985)
- Две Медали «За отвагу»